# 分光法

プリズムによる光線の分散

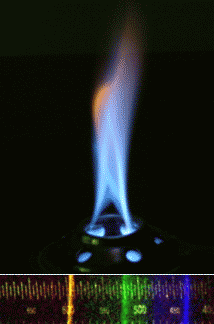
エタノールの炎と、そのスペクトル

分光法（ぶんこうほう、spectroscopy）とは、物理的観測量の強度を周波数、エネルギー、時間などの関数として示すスペクトル (spectrum) を得ることで、対象物の定性・定量あるいは物性を調べる科学的手法である。

## 歴史
spectroscopy の語は、元々は光をプリズムあるいは回折格子でその波長に応じて展開したものをスペクトル (spectrum) と呼んだことに由来する。18世紀から19世紀の物理学において、スペクトルを研究する分野として分光学が確立し、その原理に基づく測定法も分光法 (spectroscopy) と呼ばれた。プリズムは1704年の「光学_(アイザック・ニュートン)」で最初に紹介され、太陽光の暗線（フラウンホーファー線）はウイリアム・ウォラストンにより1802年に最初に報告された。
当初は可視光の放出あるいは吸収を研究する分野であったが、光（可視光）が電磁波の一種であることが判明した19世紀以降は、ラジオ波からガンマ線（γ線）まで、広く電磁波の放出あるいは吸収を測定する方法を分光法と呼ぶようになった。また、光の発生または吸収スペクトルは、物質固有のパターンと物質量に比例したピーク強度を示すために物質の定性あるいは定量に、分析化学から天文学まで広く応用、利用されている。
また光子の吸収または放出は量子力学に基づいて発現し、スペクトルは離散的なエネルギー状態（エネルギー準位）と対応することが広く知られるようになった。そうすると、本来の意味の「スペクトル」とは異なる、「質量スペクトル」や「音響スペクトル」など離散的なエネルギー状態を表現した測定チャートもスペクトルとよばれるようになった。また「質量スペクトル」などは物質の定性に使われることから、今日では広義の分光法は「スペクトル」を使用して物性を測定あるいは物質を同定・定量する技法一般の総称となっている。

## 測定装置

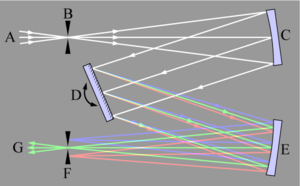
分光光度計(ツェルニーターナー型)の構造。曲面鏡Cによって回折格子Dに光を照射し、曲面鏡EとスリットFによって目的波長の光を取り出す

分光法の測定装置は、大別すると光源、試料、分光器、検出器から構成される。天文学などの場合は光源と試料とは装置内に内蔵し得ないが、理化学的な分光測定装置はこの四者から構成される。
光源は電磁波の波長により様々な物理現象と装置が利用される。NMR等のラジオ波はループコイルから、赤外・可視・紫外光はキセノンランプやハロゲンランプ、重水素ランプなどから、X線は熱タングステンターゲットやシンクロトロン放射光装置から発生させる。
試料は一般に分光光学セルまたはキュベットと呼ばれる試料容器に格納して観測される。
セルは観測する波長の電磁波を吸収や干渉しない材質である必要があるが、すべての波長に透明な素材は存在しない為、分光装置の波長に応じて種々の材質で作成される。例えば、γ線や硬 X線ではベリリウムの薄板が利用され、紫外線では石英セル、赤外線では KBr セルや NaCl セルが利用される。
分光部と検出部の構造は、分光対象とする波長によって大きく異なる。
波長が長い電波などでは、まず強度の時間変化を測定してからフーリエ変換することで周波数ごとのスペクトルを得る。検出器は受信機とも呼ばれ、アンテナや電気回路から構成される。
波長の短い光などでは、あらかじめ回折格子やプリズム、スリットで波長を選別してから検出器に導き、エネルギー量を検出する。この波長選別・エネルギー測定を繰り返すことでスペクトルが得られる。近年では、回折格子などで空間的に分光した光を、複数の素子を並べた形状のダイオードアレイと呼ばれる検出器に一度に導入することで、同時に複数の波長を測定することも可能になっている。検出には測定する波長に適したバンドギャップを持つ半導体が用いられる。X線の場合、比例計数管やCCDカメラ、光電子増倍管などが利用される。
電子分光や質量分析では、光学素子の代わりに電磁場を用いてエネルギー別に分離する。検出器は高電圧を印加した電極が利用され、荷電粒子が到達すると電流が生じることを利用して検出する。

## 種類
最も一般的な分光法は電磁波を測定する方法であるが、用いる電磁波の波長領域によって、観測できる現象や用いる実験装置が大きく変わるため、検出される電磁波の波長領域による分類がしばしば行われる。また、測定される物理量（吸収、発光、光散乱など）、分光法の原理、分光する目的などによって細かく分類されている。例えば分子では、可視・紫外光では電子状態が、赤外光では振動状態が、マイクロ波では回転状態を観測することができ、それぞれ、可視・紫外光分光、赤外光分光、マイクロ波分光とよばれている。この場合のように、波長領域だけを指定して○○分光(例えば赤外分光)という場合には、その波長領域での吸収分光を指すことが多い。前述したように、今日では広義の分光法は「スペクトル」を使用して物性を測定あるいは物質を同定・定量する技法一般の総称となっている。したがって、光電子分光や質量分析のように、電子やイオン、中性子など粒子の運動エネルギーを測定する方法も、広い意味での分光法に分類されている。
化学反応などの分析では、測定する物理量が時間に対してどのように変化するかを測定する時間分解分光が行われる。通常の化学反応の場合、ストップドフロー法などを用いて急速に試薬を混合し、スペクトルの時間発展を観測して反応中間体や反応速度を求める。光化学反応の場合、超短パルスレーザーを使用し、過渡スペクトルを測定することで、フェムト秒レベルの極めて速い反応であっても進行する様子が観察できる。
細胞内での物質分布や、材料の元素分布など、2次元または3次元的に分光する手法は、空間分解分光と呼ばれていて、分光法と顕微鏡を組み合わせることで測定が行われる。
以下に、一般的な分光法を示す。

### 吸収分光
吸収分光は、試料に光を照射して透過光(場合によっては反射光)の強度を測定し、吸収の程度を照射した光子のエネルギー(光の波長)の関数として表す。もっとも広く行われている分光法である。照射する光としては、赤外線、可視、紫外線が多く用いられているが、X線を用いた吸収分光法(X線吸収分光法、エックス線吸収微細構造など)も存在する。

### 発光分光
発光分光は、何らかの方法(光照射、電気、化学反応など)で試料から光を放出させ、その光の強さを光子のエネルギーの関数として表す。熱による発光現象が炎色反応である。
分子を扱う場合には、蛍光と燐光とに区別することが多い。光照射によって発光させる場合には、発光の強さを照射する光の光子エネルギーの関数として求めることもある(このスペクトルを励起スペクトルという)。
X線の発光を利用した分析法として、蛍光X線元素分析法(XRF; X-ray Fluorescence Analysis)やX線発光分光法(XES; X-ray Emission Spectroscopy)などがある。

### 可視・紫外分光
詳しくは「紫外・可視・近赤外分光法」を参照

### 赤外分光
詳しくは「赤外分光法」を参照

### 核磁気共鳴分光法
詳しくは「核磁気共鳴分光法」を参照

### 光散乱分光
光散乱分光は、試料に照射する光子のエネルギーから一定のエネルギーだけシフトした光(散乱光)の強度を、エネルギーシフトの関数として表す。ラマン効果を利用したラマン散乱分光法やブリルアン散乱分光法がこれに当たる。また、光子のエネルギーが変化するのではなく、(例えば液体中の微粒子によって)光が別の方向に出ていく現象も散乱であり、これを利用して微粒子の粒径分布を測定する技術もある(動的光散乱法)。X線を用いた光散乱としてX線小角散乱法がある。

### 光電子分光
物質に光を照射することによって、光電効果によって放出される電子（光電子とよばれる）のエネルギーを測定し、電子状態を調べる方法である。照射する光にX線を用いるものはX線光電子分光 (XPS) 、紫外線を用いるものは紫外光電子分光 (UPS) と呼ばれている。また、光電子が放出された後に生じる2次電子を分析する方法として、オージェ電子分光がある。

### 光音響分光
光音響分光法などの光熱分光法では、試料に光を照射したときに試料がそのエネルギーを吸収し励起状態になりそこから光を放出せずに緩和して熱を発生することによって起こる物理現象を測定する。測定される物理現象としては、光を断続的に照射したときに生じる振動や、試料の熱膨張などによって生じる屈折率変化などがある。吸収を測定する手法の一種と見なすこともできる。

### 音響光学分光
音響光学型分光計(Acousto-Optical Spectrometer: AOS)はミリ波やサブミリ波の分光技術として最近まで用いられていた。電磁波の中でも主に1GHz程度までの電波又は、スーパーヘテロダインによって1GHz程度の帯域までダウンコンバートした電波を入力とし、同軸線路上に乗せた電気信号を音響光学偏向素子に印加する。音響光学偏向素子は圧電素子と、振動を伝達する透明な結晶によって構成されている。素子の入力部には、圧電素子が設置されており、 圧電効果によって電気信号を機械振動に変換する。このとき、機械振動の振動数は音波～超音波帯域になる。生じた音波は、媒質中(ニオブ酸リチウム、二酸化テルルなどの結晶を用いる)を疎密波として進み、片端で吸収させる。この粗密波に直交するようにレーザー光を入力すると、粗密波は回折格子として機能し、回折縞を生じる。これをリニアCCDなどによって計測することによって、フーリエ分光することができる。近年、FPGAやAD変換器の高速化によりサンプリング周波数が数GHz～数10GHzまでのフーリエ変換が電子回路上で実行可能になってきたため、ミリ波やサブミリ波の分光技術としては、音響光学型分光計はあまり用いられなくなってきている。